# Раджендра Прасад
Раджендра Прасад е индийски политик, адвокат и журналист. Той е първият президент на Индия от 1952 до 1962 г.
Раджендра Прасад е роден на 3 декември 1884 година в Зирадеи, Бенгал, в индуистко семейство. През 1907 година завършва икономика в Калкутския университет. Прасад се присъединява към Индийския национален конгрес по време на индийското движение за независимост и става основен лидер от района на Бихар. Поддръжник на Махатма Ганди, Прасад е арестуван от британските власти през 1930 и 1942 г. След изборите за учредително събрание през 1946 г. става първият индийски министър на храните и земеделието (1947 – 1948). При обявяването на независимостта през 1947 г. Прасад е избран за председател на Учредителното събрание на Индия, което подготвя конституцията на страната и което служи като неин временен парламент.
Раджендра Прасад умира на 28 февруари 1963 година в Патна.